# Kryptolebias marmoratus
Kryptolebias marmoratus (лат.), мраморный ривулус, мангровый ривулус — вид лучепёрых рыб отряда карпозубообразных. обычно живёт в солоноватой воде, часто заплывает в морские и пресные воды. обнаружен у берегов Флориды, Мексики, центральной и южной Америки. Он имеет очень широкую терпимость как к солености (0-68 ‰) и к температуре (12-38 градусов по Цельсию или 54-100 градусов по Фаренгейту). особенно интересной особенностью этой рыбы является синхронный гермафродитизм.

## Описание
Ведёт земноводный образ жизни в мангровых зарослях. Большинство этих рыб являются гермафродитами, однако встречаются рыбы-самцы, и генетические данные указывают на случаи скрещивания самцов с двуполыми представителями. Kryptolebias marmoratus является единственным позвоночным, которому свойственно одновременное наличие обоих полов. однако, у многих рыб (губановые, скаровые, амфиприоны) встречается смена пола с возрастом (дихогамия). концентрация самцов к гермафродитам может варьироваться в зависимости от условий. если произошло увеличение популяции местных паразитов, количество самцов увеличивается. Во Флориде почти все 99 % являются однополыми. в сильно южно- и центральноамериканских бассейнах самцы составляют 3-8 % рыб. Икра откладывается неглубоко, в приливно-отливной зоне. Kryptolebias marmoratus питается насекомыми. он выпрыгивает за ними из воды, или отталкивается от земли. считается, что на суше он может прожить до 2-х месяцев. эта рыба дышит через кожу атмосферным воздухом, а в через жабры извлекает кислород из воды. на суше вода запасается в жабрах. на суше эта рыба прыгает весьма высоко. в 2013 году учёные Общества экспериментальной биологии опубликовала видео об этой рыбе.